# Céline Amaudruz
Céline Marie-Claire Amaudruz (Ginevra, 15 marzo 1979) è una politica svizzera, gestore di patrimoni e deputata del Cantone di Ginevra per l'Unione Democratica di Centro al Consiglio nazionale della Svizzera dal dicembre 2011.

## Biografia
Céline Marie-Claire Amaudruz è nata nel marzo 1979 a Ginevra. La famiglia è originaria di Lutry, nel Cantone di Vaud. Suo padre, Michel Amaudruz, è un avvocato, così come sua madre, Dominique. Ha una sorella.
Ha conseguito una laurea in giurisprudenza presso l'Università di Ginevra e, dal 2019, un master in amministrazione presso la IMD Business School.
Ha lavorato per sei anni con i suoi genitori, poi è diventata gestore patrimoniale dal 2006, in particolare con Julius Bär, UBS,  e all'interno dello studio legale Poncet Turrettini Amaudruz Neyroud & Associés. Nel 2009 hanno fondato un'associazione per la difesa del segreto bancario, “Carton rouge”, sciolta nel 2017. Compaiono nel 2021 sui Pandora Papers come intermediari finanziari. È la parlamentare più ricca della Romandia.

## Carriera politica
È entrata a far parte dell'Unione Democratica di Centro (UDC) nel 2009, dopo che Soli Pardo ha contattato suo padre per trovare candidate donne per le prossime elezioni al Gran Consiglio.  Inizialmente riluttante, si lasciò convincere, soprattutto perché ammirava molto Christoph Blocher e condivideva le idee del partito, in particolare la sua opposizione all'Unione Europea.
Otto mesi dopo, nell'ottobre 2009, è stata eletta per l'UDC nel Gran Consiglio del Cantone di Ginevra, rimanendovi fino all'ottobre 2011. Ha fatto parte del Consiglio comunale del comune di Puplinge dal 2011 al 2012. Nelle elezioni federali del 2011 è stata eletta nel Consiglio nazionale all'età di 32 anni.
Dall'agosto 2010 è presidente dell'UDC del Cantone di Ginevra. Nel 2015 è stata rieletta in Consiglio nazionale alle elezioni federali. Il 20 ottobre 2019 è tornata per un terzo mandato come deputata. Dal 2015 fa parte della Commissione Economia e Royalty e, dal 2019, della Commissione Previdenza e Sanità Pubblica. È membro dell'Azione per una Svizzera indipendente e neutrale.  Dall'aprile 2016 è vicepresidente dell'UDC svizzero. Il suo nome viene citato per guidare il partito agrario dopo le dimissioni di Albert Rösti nel gennaio 2020. Ha anche fatto parte della squadra elettorale di Guy Parmelin per la sua elezione al Consiglio federale.

## Vita privata
L'11 settembre 2021 ha sposato Michael Andersen, consulente fiscale per una multinazionale e consigliere comunale (legislativo) UDC di Vandoeuvres.
Ha praticato a lungo l'equitazione e partecipato a gare.